# Apócák a pácban
Az Apócák a pácban (eredeti címe: Nuns on the Run) 1990-es brit vígjáték, amelyet Jonathan Lynn írt és rendezett. A főbb szerepekben Eric Idle, Robbie Coltrane, Janet Suzman és Camille Coduri. 
1990. március 16-án mutatták be először az Egyesült Államokban, majd május 4-én az Egyesült Királyságban. Magyarországon 1991. július 12-től vetítették a mozikban.

## Cselekmény
Miután főnöküket egy bankrablás során megölik, a londoni gengszterek, Brian Hope és Charlie McManus békésebb életre vágynak Brazíliában. Egy újabb rablás során felültetik a társaikat és új főnöküket, majd a pénzt ellopva egy apácazárdába menekülnek. Brian új barátnője, Faith lőtt sebbel a férfiak nyomába ered. A két férfi Inviolata és Euphemia nővéreknek adják ki magukat. Faith a sebe miatt a gyengélkedőre kerül, ahol Brian meglátogatja. Mivel a nő rövidlátó, nem ismeri meg a férfit az új álruhájában. Mikor a nőt kiengedik a zárdából, először elrabolja a triád, majd kórházba kerül.
Brian és Charlie megszerzik a repülőjegyeket Brazíliába, és Brian szeretné elvinni Faith-et is. Mikor nem találja a nőt a zárdában, Faith lakásán rajtuk ütnek a rablótársak, és menekülniük kell. Mikor Brian kideríti, hogy Faith kórházban van, ráveszi Charlie-t, hogy elmenjenek a nőért. Közben nyomukban van mind a banda, mind a nővérek is, akik felfedezték a szökésüket. A rendőrök nyakon csípik a rablóbandát, de a pénz egy része elvész, amit az apácák találnak meg. A nővérek úgy döntenek, hogy drogrehabilitációs klinikát fognak az összegből építtetni. 
Ezalatt a két férfi eléri a repteret, de a rendőrség őket is keresteti. A repülőn Faith vigyáz a mellette lévő ülésen a pénzre, mikor megjelenik Brian és Charlie: utaskísérői jelmezben.

## Szereplők
| Szerep                    | Színész          | Magyar hang       |
| ------------------------- | ---------------- | ----------------- |
| Brian Hope                | Eric Idle        | Tahi Tóth László  |
| Charlie McManus           | Robbie Coltrane  | Kerekes József    |
| Faith Thomas              | Camille Coduri   | Vándor Éva        |
| Liz főnökasszony          | Janet Suzman     | Dallos Szilvia    |
| Szentszív Mary nővér      | Doris Hare       | Feleki Sári       |
| Boldogasszony Mary nővér  | Lila Kaye        | Győri Ilona       |
| Case Casey gengszterfőnök | Robert Patterson | Kautzky Armand    |
| Abott                     | Robert Morgan    | Kassai Károly     |
| Morley                    | Winston Dennis   |                   |
| Seamus atya               | Tom Hickey       | Pathó István      |
| Norm                      | Colin Campbell   |                   |
| Michelle                  | Tatiana Strauss  | Kökényessy Ági    |
| Mr Norris                 | Richard Simpson  | Szokolay Ottó     |
| Faith apja                | Stewart Harwood  | Kisfalussy Bálint |
| Ronnie Chang              | Gary Tang        |                   |
| Henry Ho                  | David Forman     |                   |
| Ernie Wong                | Ozzie Yue        |                   |
| doktor                    | Oliver Parker    |                   |

## Fogadtatás

### Kritikai visszhang
A Rotten Tomatoes 42%-os minősítést adott a filmnek 26 értékelés alapján. Joe Clay a Timestól azt írta: „Egy film, amely jelentős mértékben tartozik a Van, aki forrón szeretinek.” A Variety azt írta: „Az állandó kettős célzások szellemesen vannak megfogalmazva, a poénok pedig többnyire kellemesek és hatékonyan irányítottak, bár a Camille Coduri extrém rövidlátásáról szóló gegek néha kissé túlzásba esnek.” Roger Ebert szerint: „Miért ragaszkodnak a filmesek olyan gyakran ahhoz, hogy az apácák viccesek? Lefogadom, hogy valahol pszichológiai okok vannak eltemetve.”

### Bevétel adatai
A Box Office Mojo szerint a film 10,9 millió dolláros bevételt ért el. A film költségvetése 3 millió angol font volt.